# Symphurus pelicanus
Symphurus pelicanus és un peix teleosti de la família dels cinoglòssids i de l'ordre dels pleuronectiformes que viu a l'Atlàntic occidental (des de Florida fins a l'Illa de Trinitat).